# Elijah Wood
Elijah Jordan Wood  (28. siječnja 1981.), američki filmski i televizijski glumac i filmski producent. Stariji je brat američke glumice Hannah Wood. 
Glumačku je karijeru započeo u djetinjstvu, ulogama u filmovima Radio Flyer (1992.), The Good Son (1993.), North (1994.) i Flipper (1996.).
Ostvario je bogatu glumačku karijeru i dobio je brojne nagrade. 
Tinejdžerske uloge odigrao je u filmovima The Ice Storm (1997.), Deep Impact i The Faculty (oba 1998.). Najpoznatiji je po glavnoj ulozi Froda Bagginsa u Jacksonovoj filmskoj epopeji Gospodar prstenova (2001. – 2003.). Od tad odigrao je razne uloge u filmovima poput Eternal Sunshine of the Spotless Mind (2004.), Sin City, Green Street, Everything Is Illuminated (svi iz 2005.) te Bobby (2006.).

## Vanjske poveznice
- Elijah Wood u internetskoj bazi filmova IMDb-u (engl.)